# Relations entre l'Espagne et le Japon

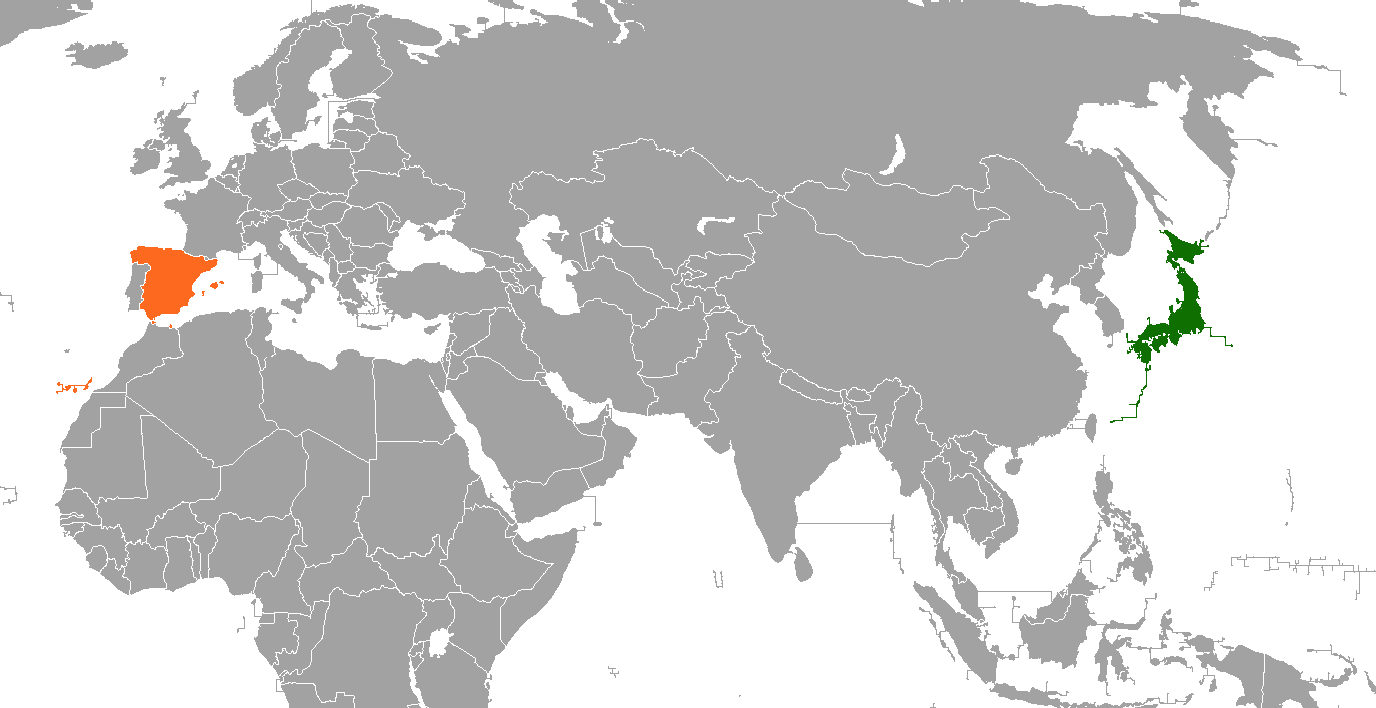
Espagne et le Japon.

Les relations entre l’Espagne et le Japon sont des relations internationales s’exerçant entre un État insulaire, un État de l’Asie de l'Est, le Japon, et un pays d'Europe du Sud, l'Espagne. 
En 2013 et 2014 a été célébré le 400e anniversaire d’échange entre les deux pays. En effet, en 1613 le Japon a envoyé l’ambassade de Keichō, et est arrivé en 1614 dans la plus grande partie de la péninsule Ibérique[Quoi ?], afin de demander une nouvelle ligne de commerce avec la Nouvelle-Espagne et l’envoi de missionnaires. Ainsi des audiences ont été célébrées[Quoi ?] avec le roi d’Espagne et du Portugal, Philippe III, ainsi qu’avec le pape Paul V. Le Japon et l’Espagne célèbrent en 2018 le 150e anniversaire de l’établissement des relations diplomatiques. 

## Relations historiques

### L’évangélisation du Japon
L’un des premiers contacts entre l’Espagne et le Japon fut le débarquement de Saint François Xavier à Kagoshima, afin d’évangéliser tout le sud du pays en 1549. Celui-ci est arrivé accompagné d’un autre prêtre et de trois japonais déjà convertis. Les deux prêtres européens se sont d’abord consacré à apprendre le japonais, afin de répandre le christianisme. En seulement une année, plus de cent japonais se sont convertis. À la suite de cet important bilan, les autorités japonaises de la ville ont réagi et ont interdit à Saint François Xavier de continuer à prêcher. Ce dernier a donc décidé de continuer sa mission dans une autre ville. Aujourd’hui, il existe un parc à Kagoshima qui lui est dédié et qui porte son nom, ainsi qu’un mémorial et une église catholique

### Du naufrage à l'amitié
En 1609 il y eut un typhon, cyclone typique des mers de Chine et de l'océan Indien, au large de la côte d’Onjuku, jusqu’au galion de Saint François Xavier[Quoi ?], qui couvrait la route[Quoi ?] Manille-Acapulco. Le navire a dévié et s’est divisé[Quoi ?] en deux, heurtant les rochers. Après une nuit de dérive, les pêcheuses japonaises, les ama, ont pu sauver 317 des 373 membres d’équipage. Parmi les passagers se trouvait le Gouverneur général des Philippines, Rodrigo de Vivero y Aberrucia, à qui le Shogun local a donné une audience. Sur ce sauvetage, dont se souviennent les habitants d'Onjuku, il existe un documentaire intitulé Du naufrage à l’amitié. En 1928, un mémorial a été érigé sur une colline d’Onjuku en souvenir de cet événement.

### Le traité d'amitié
Au XIXe siècle, le Japon est chamboulé[style à revoir] entre la restauration de Meiji et l’ouverture au monde occidental. C’est durant cette même période, en 1860, que Isabelle II ressent le besoin de renforcer les liens avec l’Asie de l'Est, dont le Japon, alors que la situation de l’Espagne est très instable. En 1868, l’Espagne envoie donc au Japon une délégation dirigée par José Heriberto García de Quevedo (es). Grâce au soutien de l’ambassadeur américain ainsi que d’un traducteur de l’ambassade française, l’Espagne et le Japon ont signé le 12 novembre de cette même année à Kanagawa, le traité d’amitié de commerce et de navigation. Le début d’une ère d’échanges politiques, économiques et culturels. 
Le premier chargé d’affaires d’Espagne, Tiburcio Rodríguez et Muñoz a été reçu en 1870 par Meiji, empereur japonais de l’époque. En 1871, le ministre plénipotentiaire d’Espagne visite Kyoto, aux côtés des représentants de la Hollande et de l’États-Unis.

### Prestiges et art
En 1878, Ernest Fenollosa est arrivé au Japon en tant que professeur à l’université de Tokyo, nouvellement fondée. Il a été l’un des initiateurs de l’art japonais en Espagne, et également le créateur et le promoteur de l’École des beaux-arts de Tokyo, renommée plus tard l’université d’Art de Tokyo. En 1883, l’Empereur Meiji est nommé Chevalier de l’Ordre de la Toison d'or par le roi Alphonse XII. Peu de temps après, en 1888, le Japon participe à l’Exposition universelle de Barcelone.
En 1893 a été créée à Tokyo la première société de langue espagnole, dirigée par le Marquis Hachisuka. En 1910, le premier livre informatif espagnole sur la culture et les coutumes japonaises a été publié : le Dai Nippon, écrit par Antonio García Llansó. En 1912, l’infant Alphonse d'Orléans a représenté le roi Alphonse XIII aux funérailles de l’empereur Meiji. En 1949, la première société hispano-japonaise a été créée à Kyoto. Elle est présidée par M. Miura, qui était auparavant affecté à l’ambassade du Japon à Madrid.

### Jumelage
Depuis 1970, plusieurs villes et régions espagnoles et japonaises ont signé des accords de jumelage : Pampelune et Yamaguichi (en 1980) ; Tolède et Nara (en 1972) ; Marbella et Kure (en 1990) ; Saint-Sébastien et Marugame (en 1990 également) ; Palos de la Frontera et Ōfunato (en 1992) ; Communauté valencienne et la Préfecture de Mie (en 1992) ; Barcelone et Kobe (en 1993), Saint-Jacques-de-Compostelle et Kumano (en 1998) ; Alicante et Toyooka (en 1996 également) et la Communauté forale de Navarre et la préfecture de Yamaguchi (en 2003).

### Relations et échanges culturels récents
En 2001 a été créée la Fundación Consejo España Japón, dont l’objectif est de rapprocher les sociétés civiles des deux pays. En 2008, les rois d’Espagne ont inauguré le siège de l’Institut Cervantes à Tokyo. Un institut chargé de l’enseignement de la langue espagnole et de la culture des pays hispanophones au Japon. En 2015, l’Institut d'astrophysique des Canaries (IAC) a signé un accord en collaboration avec le Institute for Cosmic Ray Research (en) de l’Université de Tokyo pour l’installation à La Palma du prototype du Grand Télescope du Cherenkov Telescope Array. 
En 2016, le premier vol direct entre les deux capitales a été inauguré, sous le logo « Madrid, le cœur de l’Europe » avec la compagnie Iberia. La même année, la chambre de commerce espagnole officielle au Japon a été créée, afin de faciliter l’entrée et la consolidation des entreprises espagnoles au Japon.
Dans les années 70, la culture du Japon a commencé à avoir beaucoup de pertinence en Espagne, des animes qui avaient une grande pertinence ont commencé à être diffusés, comme Heidi, Marco ou Meteoro, alors que l'anime des années 80 est devenu très populaire en Espagne avec des séries comme Mazinger Z et Dragon Ball. Depuis les années 80, les jeux vidéo ont également joué un rôle de premier plan dans le pays avec des franchises comme Super Mario, Sonic the Hedgehog ou Pokémon qui ont attiré et continuent d'attirer des milliers de fans. Le manga est également très populaire.
Pour sa part, le Japon a également une culture espagnole profondément enracinée, comme dans le cas du flamenco, le Japon est considéré comme la deuxième patrie du flamenco et il y a aussi un grand intérêt pour la gastronomie espagnole, comme le jambon ou le vin. Toujours à Tokyo et Osaka, il y a une franchise de magasins appelée Don Quichotte, comme l'illustre personnage de Miguel de Cervantes.

### Nouveaux accords de collaborations entre les deux pays
Les 4 et 5 avril 2017, les rois d’Espagne[Quoi ?] se sont rendus au Japon pour la signature d’accords relatifs à divers domaines des relations bilatérales entre les deux pays. Les accords les plus importants étaient : 
- Mémorandum de Coopération en matière économique et industrielle, signé entre le Ministère de l'Économie, de l'Industrie et de la Compétitivité espagnol et le Ministère de l'Économie, du Commerce et de l'Industrie (METI). Cet accord vise à partager des informations sur les politiques, énergies, technologies industrielles, marchés tiers ou activités de promotion du commerce et de l’investissement.
- Accord de coopération scientifique et technologique de 2010, mémorandum de recherche scientifique entre le Secrétariat d'État à la recherche, au développement et à l'innovation (es) (SEIDI) et l’Agence japonaise de recherche et de développement de la médecine (AMED). Pour les deux signataires de l’accord, l’objectif est de renforcer la collaboration de la recherche médicale, qui a déjà des actions conjointes dans le domaine de la nanomédecine. Ce mémorandum favorise la mobilité scientifique et la relation entre les équipes de recherche des deux pays.
- Mémorandum de coopération entre l’École Diplomatique – rattachée au Ministère des Affaires étrangères et de la coopération d’Espagne – et l’Institut de formation du service extérieur du Japon. Cet accord renforce les relations entre l’Espagne et le Japon et donne l’occasion aux diplomates des deux pays d’échanger leurs expériences.
- Lettre d’intention entre le Musée du Prado et le journal japonais Yomiuri Shimbun pour l’organisation d’une exposition sur Diego Vélasquez en 2018. C’est l’une des expositions les plus ambitieuses, organisées sur la peinture de cet artiste, et permet également de célébrer le 150e anniversaire de la fondation des relations diplomatiques entre l’Espagne et le Japon.

## Visites importantes

### Famille royale d'EspagneetMaison impériale du Japon
- 1985 : SS.AA.II. le prince héritier et la princesse.
- 1986 : S.A.R. l'infante Elena de Borbón y Grecia.
- 1989 : SS.MM. le roi Juan Carlos Ier et la reine Sophie de Grèce (cérémonie funèbre de l'Empereur du Japon) S.A.I. la princesse Sayako.
- 1990 : S.A.R. le prince des Asturies (cérémonie d'intronisation de l'empereur du Japon).
- 1991 : SS.AA.II. le prince Takamado et la princesse Takamado S.A.R. Juan de Borbón y Battenberg, comte de Barcelone.
- 1992 : S.A.R. l'infante Cristina de Borbón y Grecia et S.A.I. le prince héritier.
- 1993 : SS.AA.II. le prince Fumihito d'Akishino, la princesse Akishino et S.A.I. la princesse Norinomiya
- 1994 : SS.MM. l'empereur Akihito et l'impératrice Michiko Shōda (visite d'État).
- 1997 : SS.AA.II. le prince Takamado et la princesse Takamado.
- 1998 : SS.MM. le roi Don Juan Carlos et la reine Sofía (inauguration des Jeux olympiques d'hiver) S.A.R. le prince des Asturies (visite officielle).
- 2002 : S.A.R. l'infante Doña Cristina (funérailles de S.A.I. le prince Takamado).
- 2004 : S.A.I. le prince héritier Naruhito (mariage de S.A.R. le prince des Asturies et Letizia_Ortiz).
- 2005 : SS.AA.RR. les princes des Asturies.
- 2008 : S.A.I. le prince héritier Naruhito (visite officielle, y compris la visite à l'Exposition spécialisée de Saragosse de 2008).
- 2008 : SS.MM. le roi Don Juan Carlos et la reine Sofía (visite officielle).
- 2013 : S.A.I. le prince héritier Naruhito (visite officielle à l'occasion de l'inauguration de la double année Espagne-Japon).
- 2017 : SS.MM. le roi Felipe VI et la reine doña Letizia (visite officielle)[4].

### Politiques et parlementaires

#### De l'Espagne au Japon
- 1985 : Carlos Solchaga, ministre de l'Industrie et de l'Énergie, Felipe González, président du gouvernement.
- 1986 : José Federico de Carvajal, président du Sénat, Yataro Mitsubayashi, directeur général (ministre) de l'Agence pour la science et la technologie.
- 1991 : Felipe González, président du gouvernement.
- 1994 : Javier Solana, ministre des Affaires étrangères Shizuka Kamei, ministre des Transports Masayoshi Takemura, ministre des Finances, Javier Gómez-Navarro, ministre du Commerce et du Tourisme.
- 1995 : Juan Manuel Eguiagaray, ministre de l'Industrie et de l'Énergie.
- 1996 : Felipe González, président du gouvernement, Josep Piqué, ministre de l'industrie et de l'Énergie.
- 1997 : Javier Rupérez, président de la Commission des affaires étrangères du Congrès, Federico_Trillo, Président du Congrès, Kanpei Matsuo, vice-président de la Chambre des conseillers municipaux, José María Aznar, Premier ministre, Josep Piqué, ministre des Affaires étrangères.
- 1998 (sommet hispano-japonais à Londres) : José María Aznar, Premier ministre, Ryūtarō Hashimoto, Premier ministre, et Josep Piqué, ministre de l'Industrie et de l'Énergie.
- 2000 : Esperanza Aguirre, Président du Sénat (funérailles du premier ministre Keizō Obuchi) Sugano Hisamitsu, vice-président de la Chambre des conseillers municipaux
- 2003 : Ministre de AA.EE. Ana Palacio.
- 2004 : Juan José Lucas, président du Sénat.
- 2005 : Miguel Ángel Moratinos, ministre des Affaires étrangères (mai et juillet).
- 2006 : Mercedes Cabrera, ministre de l'Éducation, vice-Parl. Chacón.
- 2007 : Tarō Asō, ministre des Affaires étrangères.
- 2008 : Cristina Garmendia, ministre de la Science et de l'Innovation.
- 2010 : José Luis Rodríguez Zapatero, le Premier ministre, Miguel Angel Moratinos Cuyaubé, ministre des Affaires étrangères et de la Coopération, Miguel Sebastián, ministre de l'Industrie, du Tourisme et du Commerce, Cristina Garmendia Mendizabal, ministre de la science et de l'innovation.
- 2011 : Ministre de la Culture Ángeles González-Sinde.
- 2012 : ministre de l'économie Luis de Guindos.
- 2013 : José Manuel García-Margallo, ministre des Affaires étrangères et de la Coopération, Pío García-Escudero, Président du Sénat, Mariano Rajoy, Premier ministre.
- 2016 : Jesús Posada, président du Congrès des députés d'Espagne.
- 2017 : Ildefonso Castro, secrétaire d'État aux Affaires étrangères (mars), Maria Luisa Poncela, Secrétaire d'État au Commerce (avril), Francisco Garzón, directeur général de ICEX (avril), Fidel Sendagorta, directeur général pour l'Amérique du Nord, Asie et Pacifique (avril), Joaquín Gay de Montella, vice-président CEOE (avril), José Luis Bonet, président de la Chambre de Commerce d'Espagne (avril), Alfredo Bonet, directeur international de la Chambre de commerce de l'Espagne (avril), Jorge Alberto Ferreras , Direction générale des impôts, Ministère des finances et de l'administration publique (avril), Antonio García Gutiérrez, DGT, Ministère des finances et de l'administration publique (avril), Javier Sanz, directeur général adjoint pour les institutions financières multilatérales (mai), Silvia Torices de la Varga, sous-direction générale des institutions financières multilatérales (mai), Juan Fernández-Cuervo, Banque asiatique de développement (mai), Jaime García-Legaz , Directeur général de CESCE (mai), Carlos San Basilio, directeur général du Trésor (juin), le général Luis Antonio Ruiz de Gordoa Perez de Leceta, directeur général adjoint de la planification et des relations internationales du ministère de la Défense (juillet), Javier Serra, directeur général de l'internationalisation de la société de l'ICEX (novembre).

#### Du Japon à l'Espagne
- 1987 : Yasuhiro Nakasone, Premier ministre, Masaaki Fujita, président de la Chambre des conseillers.
- 1988 : Hajime Tamura, ministre du Commerce international et de l'Industrie, Francisco Fernández Ordóñez, ministre des Affaires étrangères.
- 1990 : Kazuya Ishibashi, ministre de l'Éducation, Akira Ono, vice-président de la Chambre des conseillers, José Claudio Aranzadi, ministre de l'Industrie et de l'Énergie, Kabun Mutō, ministre du Commerce international et de l'Industrie.
- 1992 : Keiwa Okuda, ministre des Transports.
- 1993 : Michio Watanabe, vice-premier ministre et ministre des Affaires étrangères, José Claudio Aranzadi, ministre de l'Industrie et de l'Énergie, Juan Manuel Eguiagaray, ministre de l'Industrie et de l'Énergie.
- 2002 : Makiko Tanaka, ministre des Affaires étrangères.
- 2003 : Premier ministre Jun'ichirō Koizumi, président de la Chambre basse Watanuki, ministre des AA. USA Kawaguchi.
- 2006 : Ministre (Bureau du Cabinet) Chuma.
- 2007 : Ministre des Finances Omi, Ministre de AA.EE. Aso.
- 2008 : Ministre des Finances Nukaga Fukushiro.
- 2014 : Fumio Kishida, ministre des Affaires étrangères, Jesús María Posada Moreno, président du Congrès, Shinzō Abe, Premier ministre, Pedro de Morenés et Álvarez de Eulate, ministre de la Défense.
- 2017 : Chuichi Date, président de la Chambre des conseillers (janvier), Motome Takisawa, vice-ministre parlementaire des Affaires étrangères (juin).
- 2018 : Kazuyuki Nakane, ministre d'État aux Affaires étrangères.

## Relations économiques

### Commerce extérieur
Les échanges bilatéraux entre l'Espagne et le Japon ont évolué ces dernières années. Les valeurs des exportations espagnoles sont passées de 1,213 milliards d'euros en 2009 à 2,446 milliards d'euros en 2017, c'est-à-dire qu'elles ont doublé depuis le début de la crise.

#### Exportations espagnoles
Les exportations de produits non-énergétiques ont augmenté en 2017 pour atteindre 2,445 milliards d'euros. Les exportations de produits énergétiques ont évolué différemment en raison de la situation du tsunami et de l'accident nucléaire de Fukushima en mars 2011. Il est passé de 7 millions d'euros en moyenne annuelle à 547 millions d'euros entre 2011 et 2014 avant de retomber à des niveaux bas. Le nombre d'entreprises exportant des marchandises vers le Japon en 2017 était de 8 993, ce qui représente une augmentation par rapport à 2011 en 2016. En 2017, les exportations espagnoles vers le Japon ont augmenté de 1,75 % par rapport à 2016. En janvier de 2018, les exportations vers le Japon ont augmenté de 4,76 % par rapport au même mois de 2017.

#### Importations espagnoles
En ce qui concerne les importations espagnoles en provenance du Japon, elles ont atteint leur valeur maximale en 2007, soit 6,482 milliards d'euros, et ont progressivement été ramenées à 2,437 milliards d'euros en 2013. En 2017, elles ont remonté à 3,928 milliards d'euros. Les importations espagnoles originaires du Japon ont augmenté de 7,69 % par rapport à 2016. En janvier 2018, les importations ont diminué à 1,37 % par rapport à la même période de 2017.

#### Classement économique
En 2017, le Japon était pour l'Espagne le sixième fournisseur parmi les pays de l'Union européenne et les ventes espagnoles représentaient 0,5 % des importations japonaises. Le Japon se classe 19e en tant que client, avec une part de 0,88 %. En 2018, le Japon est resté le sixième fournisseur parmi les pays de l'UE avec des ventes qui représentaient 0,56 % des importations au Japon. Cependant, en janvier 2018, le Japon occupait la 17e position en tant que client, avec une part de 0,92 %.

### Tourisme
Le tourisme espagnol au Japon a su maintenir une tendance à la hausse pendant plusieurs années. Au cours de la dernière décennie, le nombre de touristes espagnols s’est vu multiplié par trois, atteignant près de 45 000 personnes en 2010. Concernant le nombre de touristes japonais en Espagne, il a atteint le record de 400 000 personnes en 1998. Cependant, à la fin de cette même année ont été annulés les vols directs entre les deux péninsules, et le nombre de crimes contre les touristes japonais a augmenté. Ces deux facteurs expliquent l’importante diminution de touristes japonais par la suite, soit seulement 150 000 en 2003. Par ailleurs, en 2005, la ville de Madrid a mis en place le « Plan Japon », et ses résultats ont pu être observés par le nombre plus restreint de crimes contre les touristes japonais. Depuis lors, le tourisme japonais s’est progressivement redressé et, après la crise économique mondiale, a atteint le chiffre de 330 000 en 2010. 
Selon les données de l'Organisation nationale du tourisme du Japon, en 2017, les voyages japonais à l'étranger se sont élevés à 17,89 milliards de dollars. Selon les chiffres des entrées de touristes japonais recueillis par Frontur, un quota pour l'Espagne de 2,5 % est obtenu. Selon le rapport JTB de 2017, l'Europe était la troisième destination internationale la plus importante et l'Espagne occupait la dixième position pour les voyageurs japonais. Les produits touristiques les plus demandés sont la nature, la visite de lieux emblématiques et la gastronomie.
En 2017, 442 000 touristes japonais ont visité l'Espagne, ce qui représente 0,5 % du nombre total de touristes reçus. Les dépenses qu'ils ont effectuées se sont élevées à 915 millions d'euros. Le nombre de nuits d'hôtel s'est élevé à 1,1 million et, comparée à l'année précédente, une croissance de 5,3 % a été observée. Cette année-là, la motivation pour visiter les touristes japonais en Espagne était le loisir (82 % du total), bien que les voyages d'affaires aient également joué un rôle important. Les destinations préférées des touristes japonais étaient la Catalogne (53 %), suivie par la Communauté de Madrid (23 %) et, enfin, l'Andalousie (7 %).

## Prix et récompenses
- 2011 : Prince des Asturies : prix de la concorde aux héros de Fukushima.
- 2012 : Prince des Asturies : prix pour la communication et les sciences humaines au créateur de jeux vidéo Shigeru Miyamoto.
- Le Praemium Imperiale a été attribué à Antoni Tàpies (1990), Eduardo Chillida (1991), Plácido Domingo (2013) et Rafael Moneo (2017).